# Garbage Daze Re-Regurgitated
Garbage Daze Re-Regurgitated – piąty album studyjny amerykańskiej grupy deathgrindowej Exhumed. Znajdują się na nim covery zespołów, które wywarły wpływ na twórczość muzyków Exhumed.

## Lista utworów
1. "A Reflection" (The Cure Cover) - 2:09
2. "All Murder, All Guts, All Fun" (Samhain Cover) - 2:05
3. "Pay To Die" (Master Cover) - 3:08
4. "The Power Remains" (Amebix Cover) - 4:49
5. "Uninformed" (Unseen Terror Cover) - 2:04
6. "No Quarter" (Led Zeppelin Cover) - 5:50
7. "Trapped Under Ice" (Metallica Cover) - 3:28
8. "Necrophilia" (GBH Cover) - 1:30
9. "The Ghoul" (Pentagram Cover) - 4:32
10. "In Fear We Kill" (Epidemic Cover) - 4:16
11. "Twisted Face" (Sadus Cover) - 2:11
12. "Drop Dead" (Siege Cover) - 1:14